# Nacktkatze
| Nacktkatze                        | Nacktkatze                        |
| Erwachsene weibliche Sphinx-Katze | Erwachsene weibliche Sphinx-Katze |
| Standard Nr.                      | Standard Nr.                      |
| --------------------------------- | --------------------------------- |
| Schulterhöhe                      | 25–40 cm                          |
| Länge                             | 90–110 cm                         |
| Gewicht                           | Kater: 3,5 kg Katze: 3 kg         |
| Wissenschaftliche Bezeichnung     | Felis catus                       |
|                                   |                                   |
| erlaubte Fellzeichnung            | Nackt                             |
| nicht erlaubte Fellzeichnung      | haarig                            |
| Liste der Katzenrassen            |                                   |

Nacktkatze ist eine Sammelbezeichnung für die Gruppe haarloser Hauskatzen, deren prägendes Rassemerkmal das nahezu fehlende Fell darstellt. Sie werden oft auch als Sphynx-Katze bezeichnet.

## Aussehen
Nacktkatzen sind in den meisten Fällen nicht komplett haarlos. Das Körperfell der Tiere ist so kurz, dass es meistens nur als leichter Haarflaum erkennbar ist. Die Haut von Nacktkatzen wirkt, als würde sie den Körper nur locker bedecken. Die Haut der Jungtiere neigt zur Faltenbildung, die sich mit zunehmendem Alter verwächst und dann meist nur noch im Kopfbereich und an den Gelenken erhalten bleibt.
Durch das nahezu fehlende Fell wirken insbesondere die Ohren der muskulösen Katzen besonders groß. Die Vibrissen sind bei Nacktkatzen oft kurz oder wellig und brechen leicht ab.
Nacktkatzen kommen in allen Farben vor, die nicht auf die spezielle Färbung einzelner Haare zurückzuführen sind, wie beispielsweise Ticking.

## Mythen
Angebliche Berichte über Nacktkatzen aus dem Altertum konnten bisher nicht belegt werden. Auch die oft behauptete Haltung haarloser Katzen bei den Azteken entstammt der Fantasie.

## Ursprung
Der älteste belegte Bericht über haarlose Katzen stammt aus dem Jahr 1878. Einem Zeitungsartikel der Boston Post vom 22. Januar 1878 ist zu entnehmen, dass die haarlosen Nachkommen einer blauen Malteserkatze in der Zeit vom 21. bis 26. Januar 1878 in der Boston Music Hall ausgestellt wurden.
Eine größere Bekanntheit erreichte das Katzenpärchen „Lady Nell“ und „Dick“ Shinick, von denen die älteste bekannte Abbildung nackter Katzen aus Mexiko existiert. Das Foto wurde erstmals in den Chicago Daily News vom 11. April 1898 veröffentlicht und ist seitdem in mehreren Katzenbüchern abgedruckt worden. Die Tiere wurden als Mexikanische Nacktkatze bekannt.
Bis zur Mitte des 20. Jahrhunderts kamen weltweit in Katzenwürfen immer wieder auch haarlose Exemplare vor, die zunächst hauptsächlich Aufmerksamkeit in der Wissenschaft erregten.
Die gezielte Zucht von Nacktkatzen begann dann in den 60er Jahren des letzten Jahrhunderts in Nordamerika.
Aus Zuchtversuchen mit einigen haarlosen Siamkatern gingen im Jahr 1966 unbehaarte Tiere hervor, die als Mooncats bezeichnet wurden.
Der Grundstock für die erste der heute anerkannten Nacktkatzenrassen, die kanadische Sphynx wurde schließlich durch mehrere, zunächst unabhängige Zuchtversuche in Kanada gelegt und später in den Niederlanden weiter geführt.
In den 80er Jahren des letzten Jahrhunderts wurde schließlich im damaligen Russland eine Katze gefunden, die völlig andere genetische Voraussetzungen der Nacktheit mit sich brachte. Durch Verpaarungen der Katze „Varvara“ mit verschiedenen Hauskatzen aus Rostow am Don entstand die Rasse der Don-Sphynx.
Sowohl auf die Kanadische Sphynx als auch auf die Don-Sphynx wird durch die Verpaarung mit unterschiedlichen sichtbaren Merkmalen zurückgegriffen, um weitere Nacktkatzenrassen mit unterschiedlichsten Eigenschaften zu erhalten. Einige dieser Eigenschaften sind unter Aspekten des Tierschutzes als bedenklich einzustufen.

## Rassen
Älteste der bis heute gezüchteten, anerkannten Nacktkatzenrassen ist die kanadische Sphynx.
Aus Russland stammen die Don-Sphynx und aus weiterer Verpaarung mit Orientalisch Kurzhaar die Peterbald. Auch diese beiden Rassen sind in vielen Katzenzuchtverbänden anerkannt.
Aus Hawaii stammt eine Variante der Sphynx-Katze, die Kohana-Katze, deren Haut keine bzw. nur kleine Haarfollikel besitzt und daher vollkommen haarlos ist. Die Kohana ist nicht als eigenständige Katzenrasse anerkannt.
Hinzu kommen seit einiger Zeit Katzenrassen, die partiell haarlos sind und insbesondere in Amerika von Einzelpersonen als kurzbeinige Minskin oder Werwolfkatze angeboten werden.

## Genetische Grundlagen
Die Haarlosigkeit der Nacktkatzen beruht auf einer rezessiven Vererbung, wie bei der Kanadischen Sphynx, bei der eine Mutation des Gens KRT71 (Keratin) vorliegt. Dieselbe Mutation führt zu einem weiteren Phänotyp, dem der Devon Rex mit kurzem, welligen Fell. Es liegt in diesem Fall Polymorphismus des Gens vor (siehe auch: Phänotypische Variation#Variationen innerhalb einer Art und zwischen verschiedenen Arten).
Bei den von der Don-Sphynx abstammenden Rassen ist hingegen ein anderes Gen (das dominant vererbt wird) für die Haarlosigkeit verantwortlich.
Ein häufiges Missverständnis ist, dass Nacktkatzen keine Allergien verursachen, da sie keine Haare haben. Tatsächlich sind Nacktkatzen jedoch nicht hypoallergen und können bei Menschen mit Katzenallergien immer noch allergische Reaktionen auslösen. Deswegen ist diese Rasse nur für Menschen mit einer reinen Katzenhaarallergie geeignet.

## Charakter
Alle Nacktkatzenrassen werden als besonders anhänglich, intelligent und verspielt beschrieben.
Bereits in einem Brief eines der ersten dokumentierten Nacktkatzenbesitzer aus dem Jahr 1902 heißt es: „... sie sind die intelligentesten und liebevollsten Familientiere die ich unter den Katzen je erlebt habe, die schnellsten und die intelligentesten Katzen die ich je sah.“

## Haltung und Pflege
Bedingt durch die Haarlosigkeit von Nacktkatzen entsteht der Eindruck, als würden diese Katzen eine höhere Körpertemperatur als andere Katzen haben. Tatsächlich wird die Körperwärme von Nacktkatzen nur durch den direkten Kontakt mit der Katzenhaut als höher empfunden.
Nacktkatzen brauchen eine hochwertige Ernährung, da sie einen etwas höheren Energiebedarf besitzen, der insbesondere zur Aufrechterhaltung der Körpertemperatur benötigt wird.
Durch das fehlende Fell sind hellhäutige Sphynx-Katzen empfindlicher gegen Sonnenstrahlung. Sie können durch ungeschützten Sonnenkontakt Sonnenbrand bekommen und müssen speziell vor Sonne geschützt werden.
Aufgrund des fehlenden Fells verteilen sich die Ausscheidungen von Talg bei Nacktkatzen auf der Haut. Dies kann zu fettigen Rückständen auf Liegeflächen der Katzen führen. Vorbeugend sollten die Katzen gelegentlich gebadet oder mit einem feuchten Tuch abgewischt werden.

## Rechtliche Situation
Ein im Auftrag des Bundesministeriums für Verbraucherschutz, Ernährung und Landwirtschaft erstelltes Gutachten zur Auslegung von § 11b des  bundesdeutschen Tierschutzgesetzes (Verbot von Qualzuchten) aus dem Jahr 1999 kommt zu dem Ergebnis, dass es sich bei Katzen um Qualzuchten handelt, wenn den Tieren die Tasthaare fehlen.
Im September 2015 bestätigte das Verwaltungsgericht Berlin die Anordnung des Veterinär- und Lebensmittelaufsichtsamtes an eine Züchterin, ihren Zuchtkater kastrieren zu lassen und die Zucht umgehend einzustellen. Dies ist das erste Urteil zum Thema Qualzucht seit dem Inkrafttreten der Änderungen des Tierschutzgesetzes im Juli 2013. Das Gericht begründete seine Entscheidung damit, dass die Tasthaare einer Katze ein wichtiges Sinnesorgan seien und deren Fehlen daher als Schaden und Leiden für das Tier anzusehen ist.
In Österreich und der Schweiz gelten ähnliche tierschutzrechtliche Regelungen. Gerichtliche Entscheidungen zur Haltung oder Zucht von Nacktkatzen sind aus diesen Ländern bisher nicht bekannt.